# 森部隆

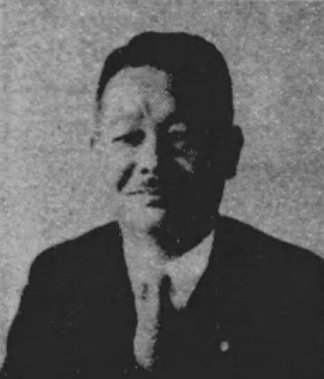
森部隆

森部 隆（もりべ たかし、1894年（明治27年）5月27日 - 1965年（昭和40年）4月10日）は、日本の内務・台湾総督府官僚、弁護士。官選島根県知事。

## 経歴
福岡県出身。森部隆三の四男として生まれる。第五高等学校を卒業。1919年10月、高等試験行政科試験に合格。1920年、東京帝国大学法学部法律学科（独法）を卒業。東洋拓殖株式会社を経て、内務省に入省し社会局に配属された。
以後、岩手県書記官・警察部長、長崎県書記官・警察部長、社会局書記官・労働部労政課長、ジュネーヴ国際労働会議政府代表顧問（1936年出張）、愛知県総務部長などを歴任。
1939年4月、島根県知事に就任。山林造林計画の策定、干ばつへの対策などに尽力。1940年4月、拓務省拓務局長に転任。拓南局長を経て、1941年5月、台湾総督府内務局長に就任。さらに同総務局長、鉱工局長を歴任し、1945年1月に辞任し退官した。
戦後、弁護士となり、(株) 建設工業会館代表取締役を務めた。

## 親族
- 兄 森部隆輔（国会議員）

## 栄典
- 1940年（昭和15年）8月15日 - 紀元二千六百年祝典記念章[6]